# 24 Dywizja Pancerna (III Rzesza)

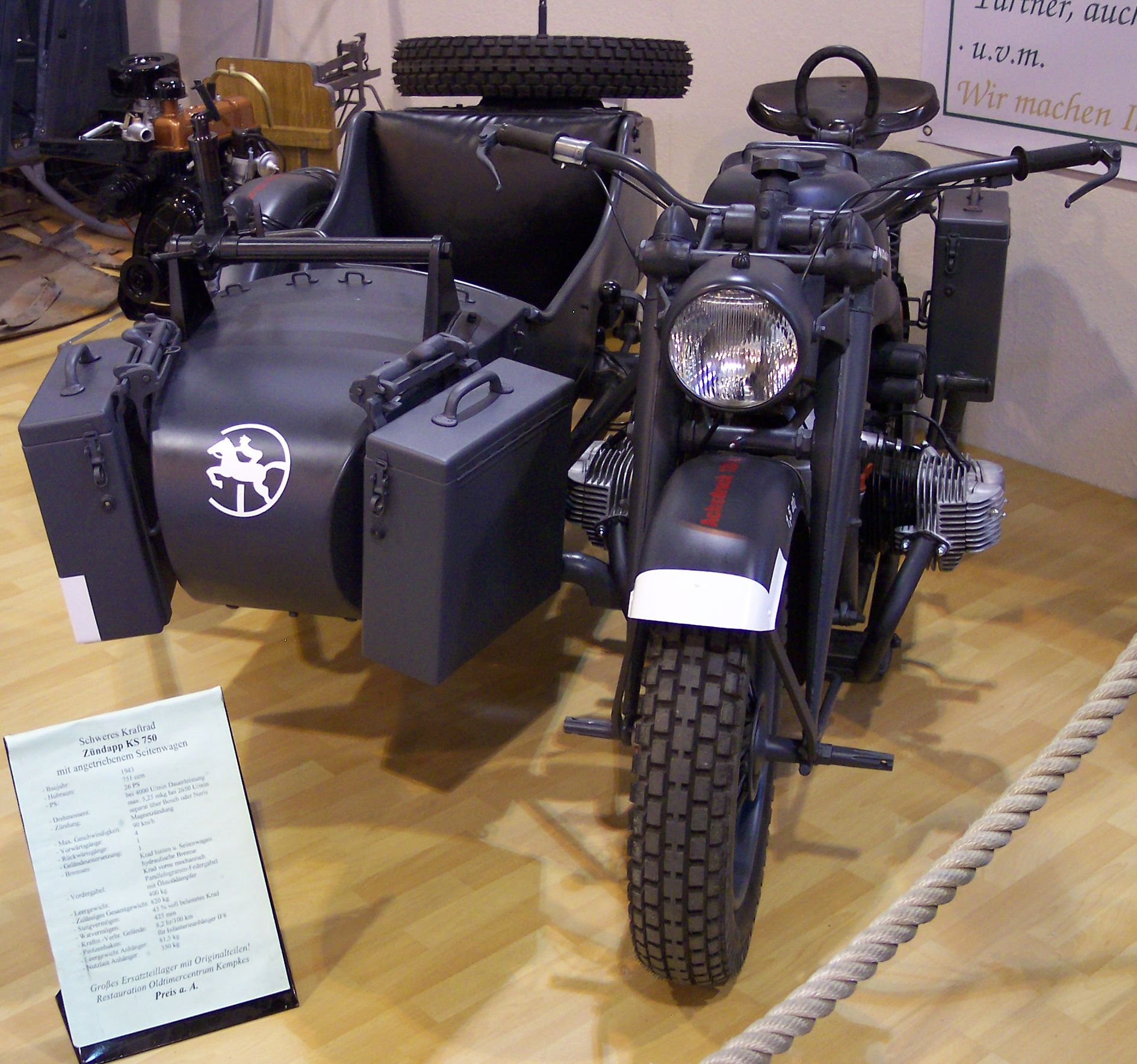
Motocykl Zündapp KS 750 ze znakiem taktycznym (wzór 1) 24 Dywizji Pancernej

24 Dywizja Pancerna (niem. 24. Panzer-Division) – niemiecka dywizja pancerna z okresu II wojny światowej, brała udział w walkach na froncie radziecko-niemieckim. Zniszczona pod Stalingradem. Po ponownym utworzeniu skapitulowała przed aliantami zachodnimi.

## Historia
Dywizja została sformowana rozkazem z 28 listopada 1941 roku w Stablack w Prusach Wschodnich z 1 Dywizji Kawalerii. Jej formowanie zakończyło się w lutym 1942 roku, przerzucona została wtedy do północnej Francji, gdzie weszła w skład 7 Armii Grupy Armii D.
W czerwcu 1942 roku została przerzucona na front wschodni, początkowo znajdowała się w odwodzie 4 Armii Pancernej Grupy Armii Południe. W sierpniu 1942 roku wzięła udział w walkach pod Woroneżem.
We wrześniu 1942 roku została włączona w skład 6 Armii, wzięła udział w bezpośrednim ataku na Stalingrad, a następnie wraz z całą 6 Armią znalazła się w okrążeniu. W Stalingradzie walczyła do stycznia 1943 roku, gdzie została zniszczona.
W marcu 1943 roku podjęto decyzję o odtworzeniu dywizji na terenie północnej Francji. Organizacja i szkolenie dywizji trwało do sierpnia 1943 roku. We wrześniu została przerzucona do północnych Włoch.
W listopadzie 1943 roku została skierowana na front wschodni, weszła w skład 1 Armii Pancernej Grupy Armii Południe. Od grudnia do lutego 1944 roku uczestniczyła w walkach o odblokowanie Czerkas. W marcu 1944 roku poniosła ciężkie straty w czasie odwrotu znad dolnego Dniepru.
W lipcu 1944 roku przerzucona została na ziemie polskie, gdzie walczyła broniąc się na linii rzeki San.  We wrześniu 1944 roku, w związku z ofensywą radziecką, została przerzucona na Węgry, gdzie brała udział w kontrnatarciu pod Debreczynem. Pod koniec grudnia 1944 roku została przerzucona na Słowację, a w lutym 1945 roku do Prus Wschodnich.
W trakcie walk na terenie Prus Wschodnich została rozbita przez Armię Czerwoną, resztki rozbitych oddziałów w marcu 1945 roku zostały ewakuowane drogą morską do Szlezwik-Holsztynu. Skapitulowała w maju 1945 roku przed wojskami brytyjskimi.

## Dowództwo dywizji
Dowódcy
- gen. kaw. Kurt Feldt (1941 – 1942)
- gen. wojsk panc. Bruno Ritter von Hauenschild  (1942)
- gen. por. Arno von Lenski  (1942 – 1943)
- gen. wojsk panc. Maximilian Freiherr von Edelsheim (1943 – 1944)
- gen. mjr Gustav-Adolf von Nostitz-Wallwitz (1944 – 1945)
- mjr Rudolf von Knebel-Döberitz (1945) – resztki oddziałów

## Struktura organizacyjna
Skład w 1942
- 24 pułk pancerny (Panzer-Regiment 24)
- 24 Brygada Strzelców (Schützen-Brigade 24)
  - 21 pułk strzelców (Schützen-Regiment 21)
  - 26 pułk strzelców (Schützen-Regiment 26)
  - 4 batalion motocyklowy (Kradschützen-Bataillon 4)
- 89 pułk artylerii (Artillerie-Regiment 89)
- 40 batalion rozpoznawczy (Aufklärungs-Abteilung 40)
- 40 dywizjon przeciwpancerny (Panzerjäger-Abteilung 40)
- 40 batalion pionierów (Pionier-Bataillon 40)
- 86 batalion łączności (Nachrichten-Abteilung 86)

Skład w 1943
- 24 pułk pancerny (Panzer-Regiment 24)
- 21 pułk grenadierów pancernych (Panzer-Grenadier-Regiment 21)
- 26 pułk grenadierów pancernych (Panzer-Grenadier-Regiment 26)
- 89 pułk artylerii pancernej (Panzer-Artillerie-Regiment 89)
- 24 pancerny batalion rozpoznawczy (Panzer-Aufklärungs-Abteilung 24)
- 283 dywizjon artylerii przeciwlotniczej (Heeres-Flak-Artillerie-Abteilung 283)
- 40 dywizjon przeciwpancerny (Panzerjäger-Abteilung 40)
- 40 pancerny batalion pionierów (Panzer-Pionier-Bataillon 40)
- 86 pancerny batalion łączności (Panzer-Nachrichten-Abteilung 86)